# Бант Михайло Володимирович
Михайло Володимирович Бант (справжні ім'я і прізвище — Мойсей Банд; нар. 30 листопада 1868, Одеса — пом. 27 вересня 1938, Москва) — український художник; член Товариства південноросійських художників з 1904 року та Товариства художників імені Киріака Костанді з 1924 року.

## Біографія
Народився 18 [30] листопада 1868 року в місті Одесі. Упродовж 1882—1884 років навчався в Одеській рисувальній школі; у 1907—1909 роках — в Мюнхенській академії мистецтв.
Протягом 1914–1915 років викладав малювання й чистописання в гімназіях міста Ананьєва. У 1920-ті роки очолював керамічні майстерні Одеського художнього інституту.
З 1933 року жив у Москві, був науковим співробітником Академії комунального господарства. Помер в Москві 27 вересня 1938 року.

## Творчість
Писав жанрові картини, портрети, пейзажі в реалістичному стилі. Серед робіт:
живопис
- «В майстерні» (1902);
- «Праля» (1903);
- «Швачка» (1907);
- «Орач» (1910);
- «Біля ставка» (1913);
- «Архітектор М. Т. Харченко» (1925);
- «Автопортрет» (1927);
- етюд «Ультрамариновий завод» (1927);
- «Портрет Л. Є. Меркулової» (1928);

графіка
- портрет художника Володимира Бальца (1925—1928, олівець).

Брав участь у виставках Товариства південноросійських художників у 1898, 1902—1909, 1913, 1914 роках; у 1909–1910 роках — у виставках салону Володимира Іздебського; з 1924 року — у виставках Товариства художників імені Киріака Костанді. У 1925 році роботи художника експонувалися на виставці 33-х російських художників у кафе «Ротонда» в Парижі.